# 板倉勝武
板倉 勝武（いたくら かつたけ）は、江戸時代中期の大名。備中国松山藩2代藩主。官位は従五位下・美濃守。板倉家宗家8代。

## 略歴
享保20年（1735年）12月20日、初代藩主・板倉勝澄の長男として誕生。

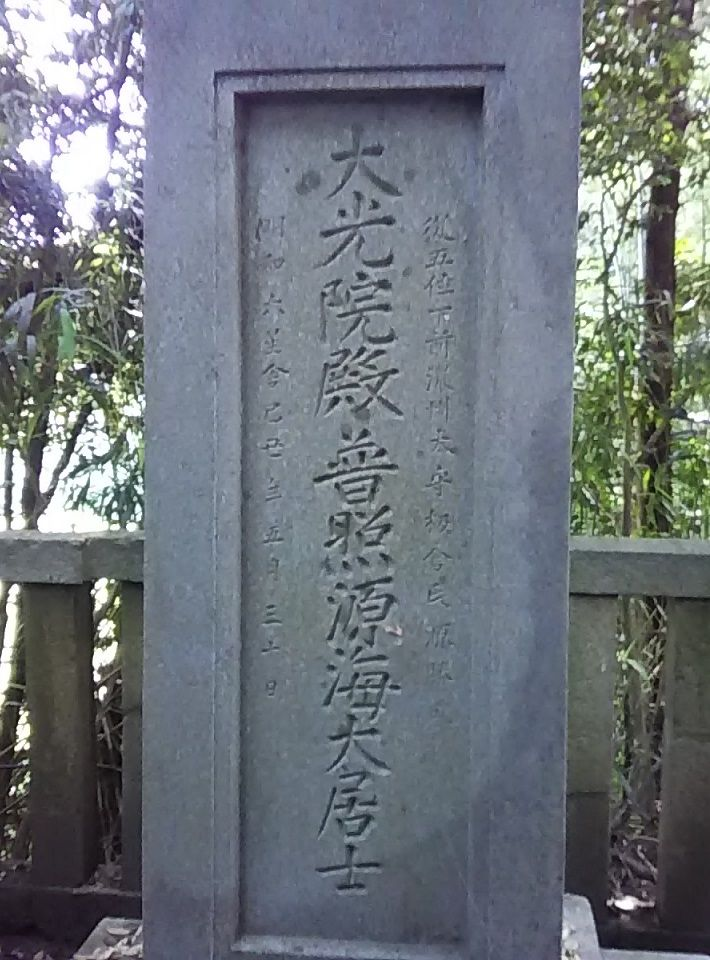
板倉勝武の墓(西尾市長圓寺)

宝暦元年（1751年）9月23日、父の隠居により家督を継ぐ。明和元年（1764年）に奏者番となったが、明和5年（1768年）に病を理由に辞任し、翌年5月27日、父が死去して僅か24日後に後を追うように死去した。享年35。跡を弟の勝従が継いだ。法号は大光院殿普照源海大居士。

## 系譜
- 父：板倉勝澄（1719-1769）
- 母：根津氏
- 正室：宝勝院 - 脇坂安興の娘
- 側室：市場氏
- 生母不明の子女
  - 女子：板倉勝志継室
  - 女子：貞操院 - 山内豊泰正室
- 養子
  - 男子：板倉勝従（1750-1778） - 板倉勝澄の三男